# Philadelphia Union 2011
Questa voce raccoglie le informazioni riguardanti il Philadelphia Union nelle competizioni ufficiali della stagione 2011.

## Maglie e sponsor
Lo sponsor tecnico è Adidas e il main sponsor Grupo Bimbo.
| Casa | Trasferta |

## Stagione
Alla seconda annata sportiva, gli Union giocarono una buona stagione in cui collezionano 12 vittorie, 15 pareggi e otto sconfitte. Grazie a questi risultati la squadra si piazzò al terzo posto nella propria conference, all'ottavo in quella generale e si qualificarono per la prima volta alla fase play-off in cui arrivarono fino ai quarti di finale prima di essere battuti sia all'andata e al ritorno dall'Houston Dynamo. In coppa vennero battuti subito dal D.C. United ai calci di rigore.

## Rosa 2011
| N. |                         | Ruolo | Calciatore                 |
| -- | ----------------------- | ----- | -------------------------- |
| 1  | Colombia (bandiera)     | P     | Faryd Mondragón (capitano) |
| 2  | Stati Uniti (bandiera)  | D     | Jordan Harvey              |
| 3  | Colombia (bandiera)     | D     | Juan Diego González        |
| 4  | Stati Uniti (bandiera)  | D     | Danny Califf               |
| 6  | Brasile (bandiera)      | C     | Stefani Miglioranzi        |
| 7  | Brasile (bandiera)      | C     | Fred                       |
| 8  | Stati Uniti (bandiera)  | C     | Andrew Jacobson            |
| 9  | Francia (bandiera)      | A     | Sébastien Le Toux          |
| 10 | RD del Congo (bandiera) | A     | Danny Mwanga               |
| 11 | Stati Uniti (bandiera)  | C     | Shea Salinas               |
| 12 | Finlandia (bandiera)    | C     | Toni Ståhl                 |
| 13 | Stati Uniti (bandiera)  | C     | Kyle Nakazawa              |

| N. |                        | Ruolo | Calciatore       |
| -- | ---------------------- | ----- | ---------------- |
| 14 | Stati Uniti (bandiera) | C     | Amobi Okugo      |
| 15 | Venezuela (bandiera)   | A     | Alejandro Moreno |
| 16 | Stati Uniti (bandiera) | D     | Michael Orozco   |
| 17 | Stati Uniti (bandiera) | C     | J.T. Noone       |
| 18 | Stati Uniti (bandiera) | P     | Brad Knighton    |
| 19 | Stati Uniti (bandiera) | A     | Jack McInerney   |
| 20 | Colombia (bandiera)    | C     | Roger Torres     |
| 21 | Argentina (bandiera)   | C     | Edouardo Coudet  |
| 22 | Stati Uniti (bandiera) | C     | Justin Mapp      |
| 23 | Stati Uniti (bandiera) | C     | Nick Zimmerman   |
| 25 | Stati Uniti (bandiera) | P     | Brian Perk       |
| 26 | Porto Rico (bandiera)  | D     | Cristian Arrieta |